# Mačkovac (gmina Lopare)
Mačkovac (cyr. Мачковац) – wieś w Bośni i Hercegowinie, w Republice Serbskiej, w gminie Lopare. W 2013 roku liczyła 151 mieszkańców.